# Свердловец
«Свердловец» — советский футбольный клуб из Ташкентской области.

## История
Основан в 1946 году. До 1965 года и в 1969—1973 годах представлял Ташкент, в остальные годы указывался как представитель Ташкентской области. В 1989 году в ряде источников упоминался как представляющий город Ангрен.
Последнее упоминание — в 1991 году во второй низшей лиге. В некоторых источниках преемником клуба считается существовавший в независимом Узбекистане армейский клуб МХСК.

## Названия
- 1946 — ДО.
- 1947 — ОДО.
- 1948—1959 — ДО.
- 1960—1964 — СКА.
- 1965—1968 — «Свердловец».
- 1969—1972 — СКА.
- 1973—1989 — СКА-РШВСМ.
- 1990 — «Свердловец».
- 1991 — «Свердловчи».

## Достижения
- 5-е место в Первой лиге (1950).
- 1/8 финала Кубка СССР (1948).

## Известные тренеры
- Тучков, Григорий Иванович